# كيفن منساه
كيفن منساه (بالدنماركية: Kevin Mensah) (15 مايو 1991 في الدنمارك - ) هو لاعب كرة قدم دانمركي في مركز الوسط. شارك مع منتخب الدنمارك تحت 17 سنة لكرة القدم ومنتخب الدنمارك تحت 19 سنة لكرة القدم. أما مع النوادي، فقد لعب مع نادي إيسبيرغ ونادي فيبورج.

## وصلات خارجية
- كيفن منساه على موقع قاعدة بيانات كرة القدم.إي يو (الإنجليزية)
- كيفن منساه على موقع Soccerway.com (الإنجليزية)